# Brienner Straße
La rue de Brienne (en allemand : Brienner Straße) est l'une des quatre avenues royales de Munich en Allemagne.

## Situation et accès
C'est l'une des quatre avenues principales du centre de Munich, et elle est adjacente avec la Ludwigstraße, la Maximilianstraße et la Prinzregentenstraße.

## Origine du nom
Elle tient son nom de la bataille de Brienne, remportée sur Napoléon Ier par le corps russe des troupes de Silésie commandées par Blücher, le 24 janvier 1814, pendant la campagne de France.

## Historique
Le 20 juin 1913, Georg et Anna Caspari ouvrent une galerie d'art au palais Eichthal, situé au 52 Brienner Straße.

## Bâtiments remarquables et lieux de mémoire
- Palais Moy
- Palais Arco
- Palais Almeida
- Palais Berchem
- Café Luitpold
- Centre de Documentation sur l'histoire du national-socialisme
- Maison des Instituts Culturels de Munich
- Führerbau

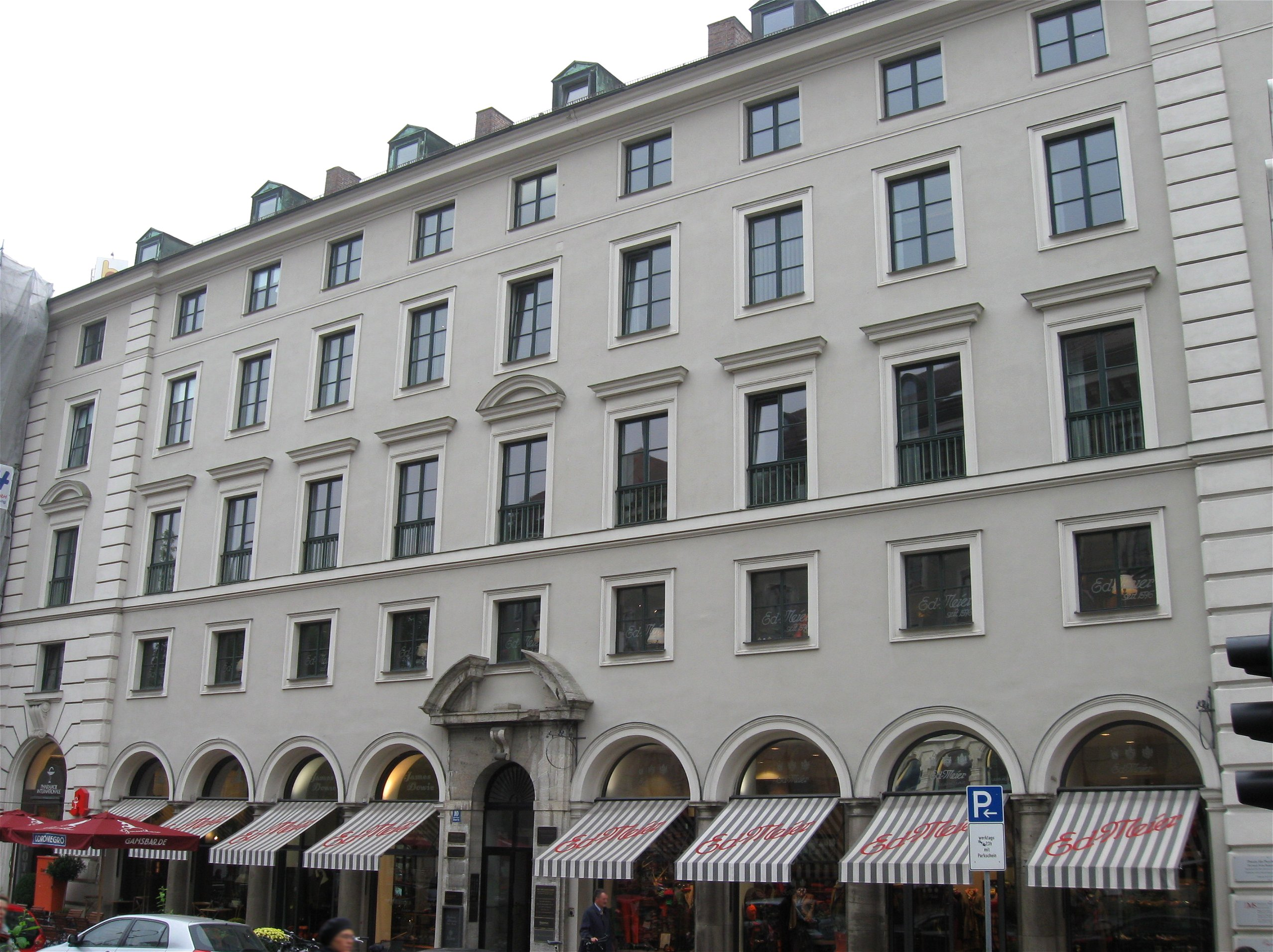
Façade du 10.
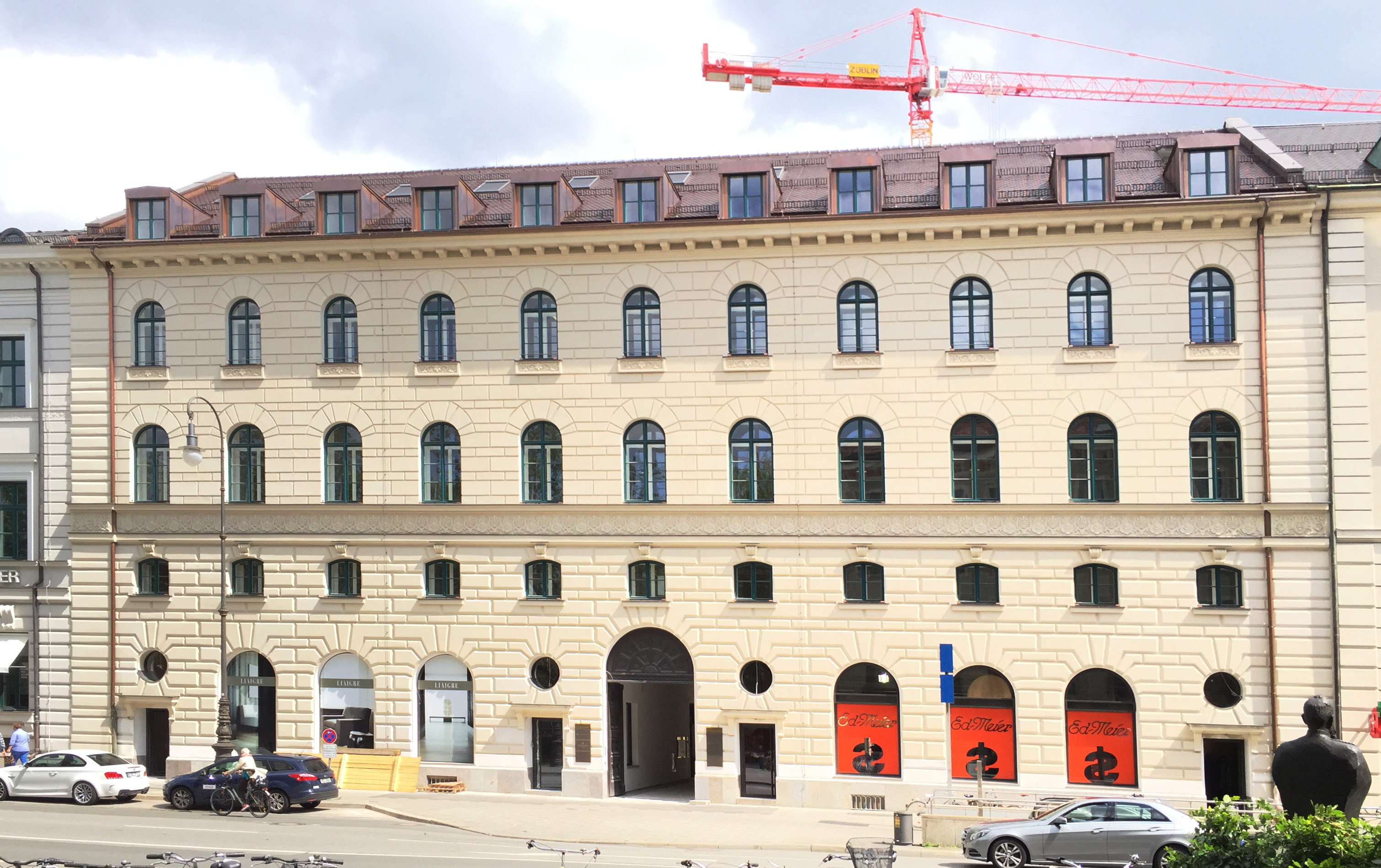
Façade du 12.
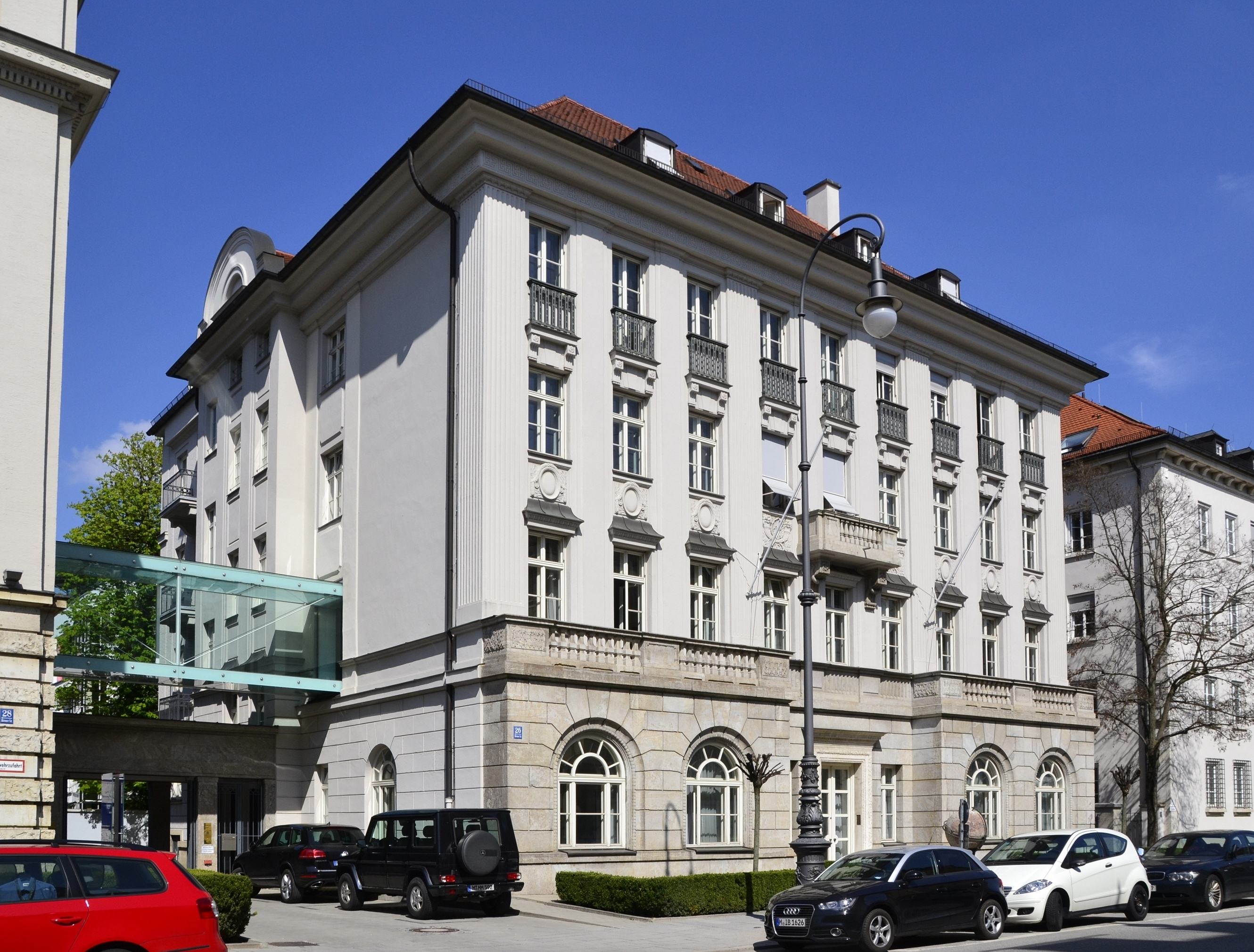
Façade du 26.
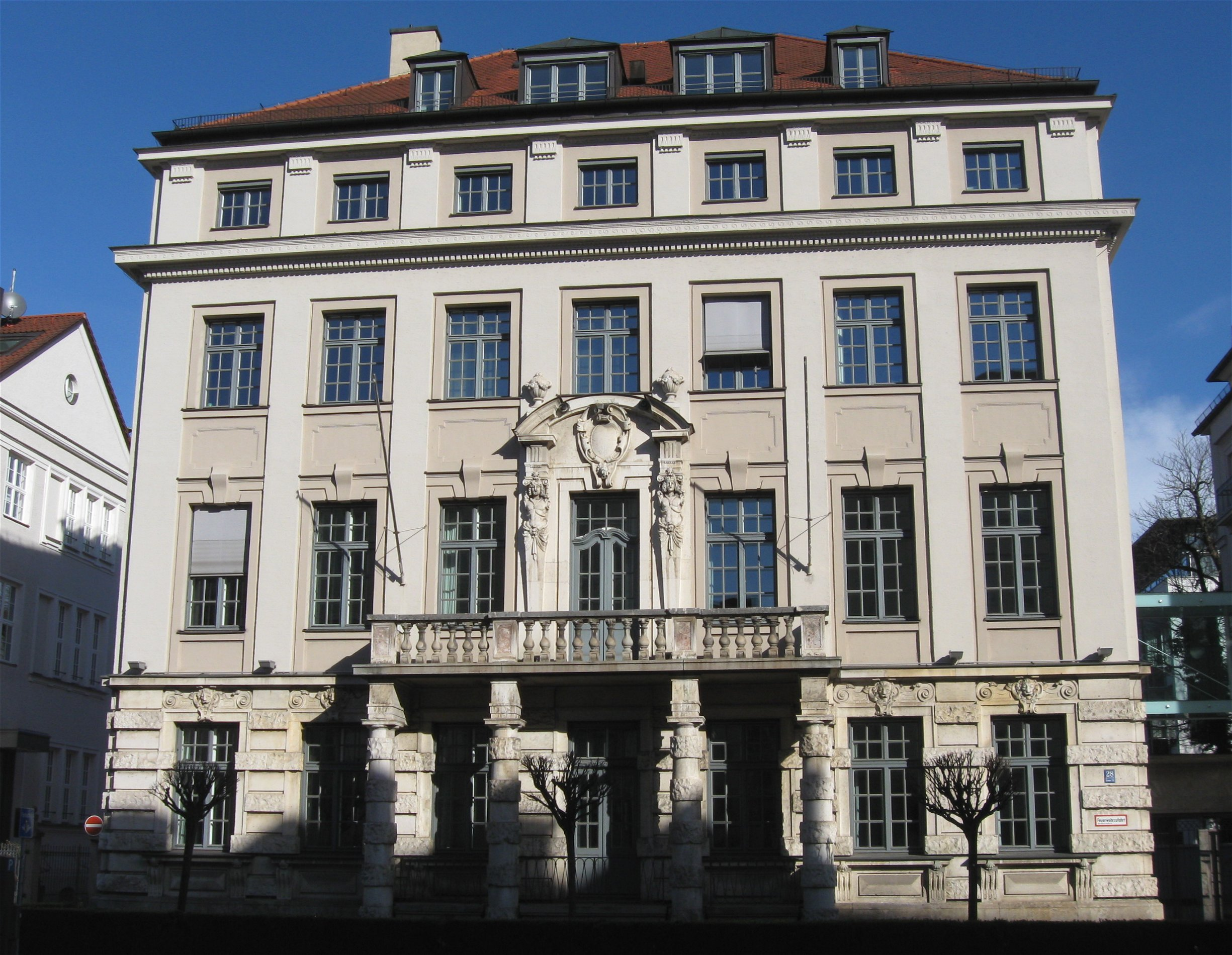
Façade du 28.
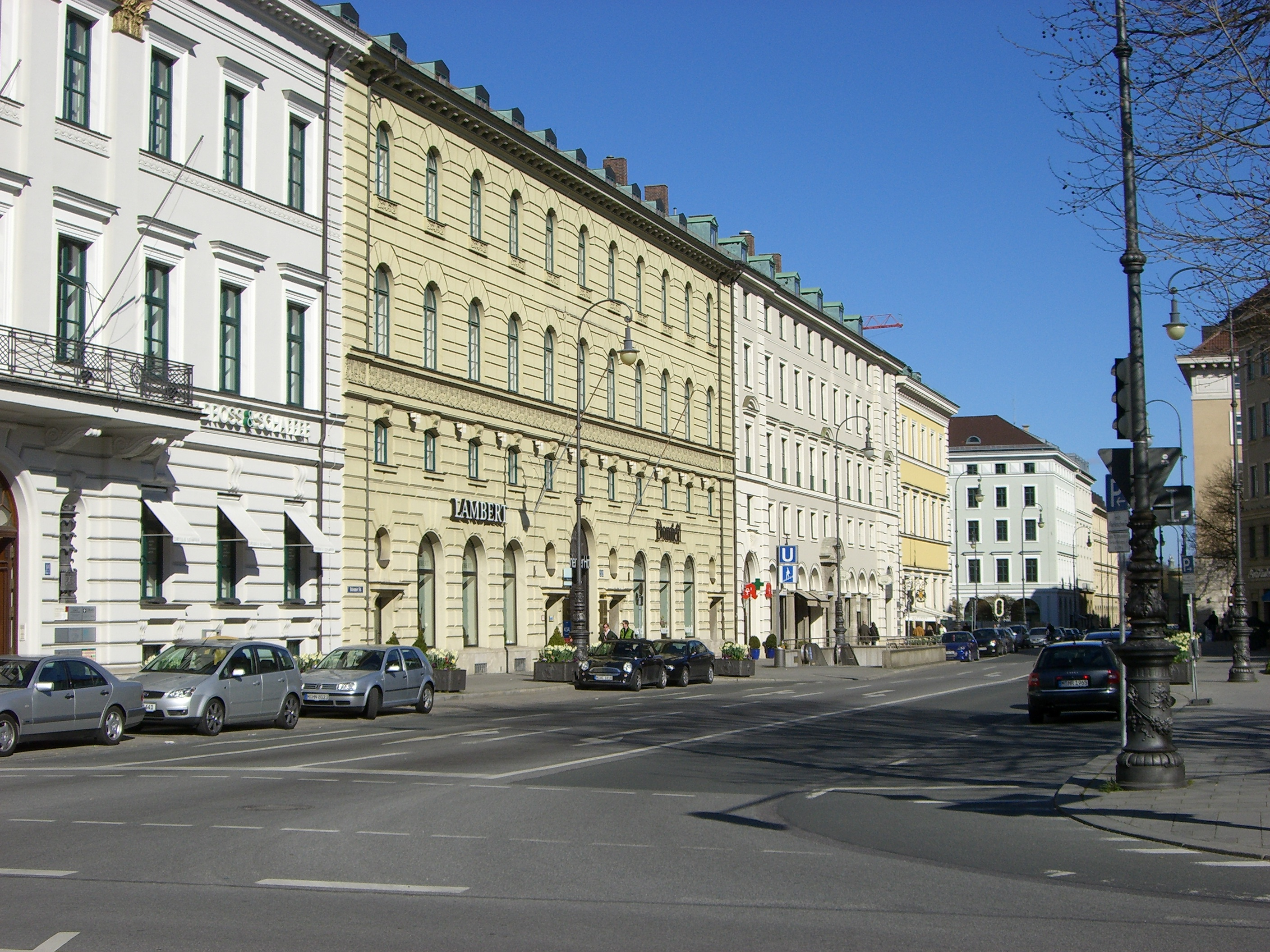
Côté est.
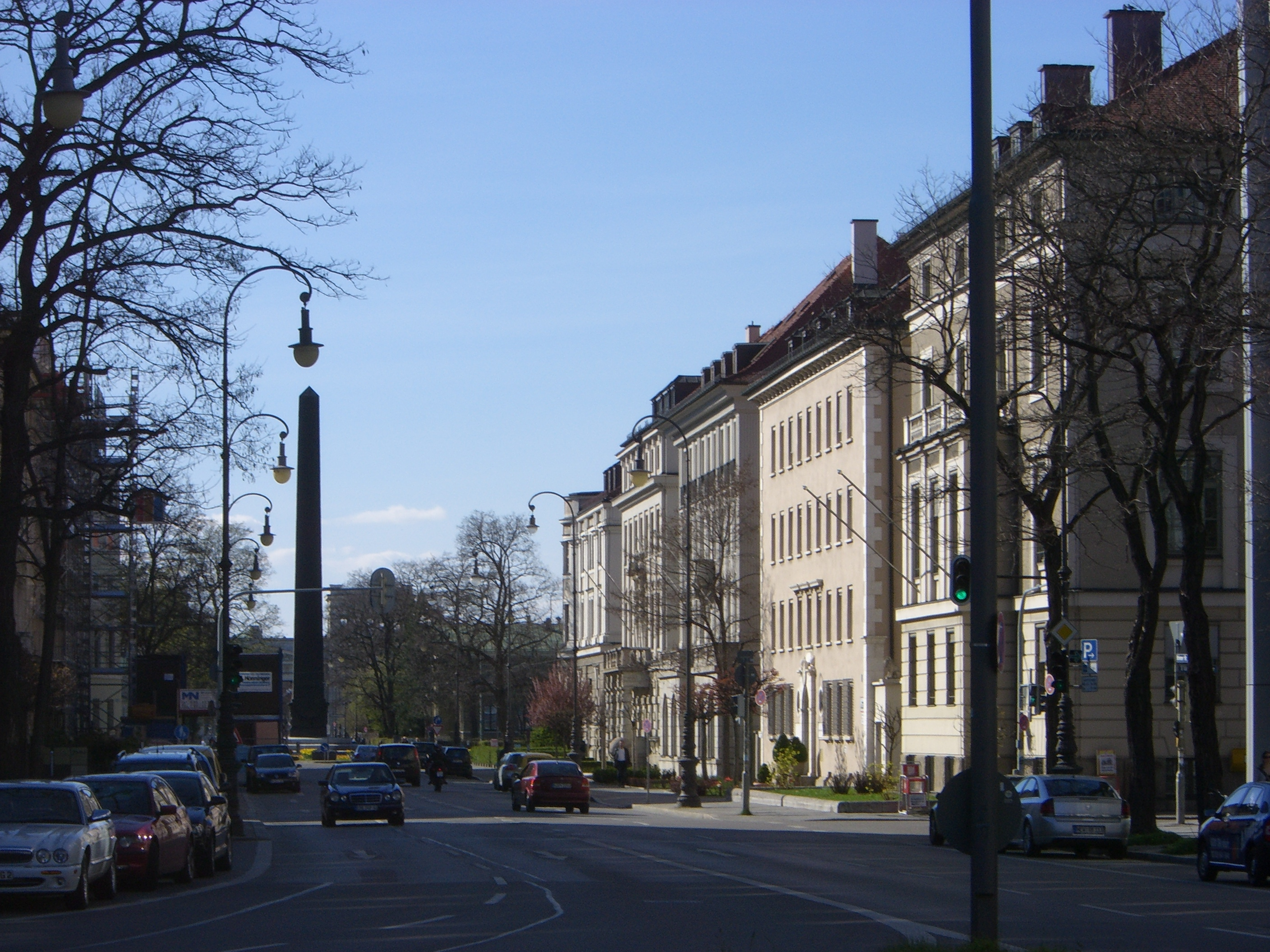